# Гари Линекер
Гари Винстон Линекер (енгл. Gary Winston Lineker; Лестер, 30. новембар 1960) је бивши енглески фудбалер. Био је успешан нападач репрезентације Енглеске за коју је одиграо 80 утакмица и постигао 48 голова. Са репрезентацијом је играо на свим великим такмичењима од 1986. до 1992. Своју каријеру за започео у Лестер ситију, а у својој каријери је играо за Евертон, Барселону, Тотенхем и Нагоју Грампус Ејт. Два пута је изабран за најбољег енглеског фудбалера, 1986. и 1992.
У својој каријери Линекер никада није добио жути ни црвени картон. На Светском првенству 1986. у Мексику Линекер је са 6 голова био најбољи стрелац првенства. Највећи успех са репрезентацијом је остварио на Светском првенству 1990. у Италији када је Енглеска у полуфиналу поражена од каснијег шампиона Немачке после извођења једанаестераца, а Линекер је завршио првенство са 4 гола. Након утакмице са Немачком је дао изјаву: "Фудбал је једноставна игра — 22 играча јуре лопту 90 минута, и на крају победе Немци".
Од 1995. ради за Би-Би-Си као спортски новинар.

## Трофеји

### Лестер сити
- Друга лига Енглеске (1) : 1979/80.

### Евертон
- ФА Черити шилд (1) : 1985.

### Барселона
- Куп Шпаније (1) : 1987/88.
- Куп победника купова (1) : 1988/89.

### Тотенхем
- ФА куп (1) : 1990/91.